# I Got a Woman
«I Got a Woman» (с англ. — «У меня появилась женщина», исходное название — «I’ve Got a Woman») — песня, написанная Рэем Чарльзом и Ренальдом Ричардом. Впервые песня была выпущена в виде сингла в декабре 1954 года (с песней «Come Back Baby» на стороне «Б»). Обе композиции данного сингла позже вошли в альбом Ray Charles (1957 год).

## История песни
Песня основана на популярной народной госпел-песне «It Must Be Jesus» (с текстом Рудольфа Кинга), исполненной квартетом The Southern Tones. Рэй Чарлз услышал данную песню по радио, находясь в дороге вместе со своей группой осенью 1954 года. Совместно с трубачом Ренальдом Ричардом он написал свою версию данной песни, снабдив её светским текстом, джазовым ритмом и блюзовыми гармониями. Песня стала одним из прототипов того, что позднее назвали соулом, а также считается одним из предшественников жанра рокабилли.
Песня была записана 18 ноября 1954 года в студии радиостанции WGST (Атланта) и стала первым хитом Рэя Чарльза, достигнув первой позиции чарта Rhythm & Blues Records 7 мая 1955 года. В его исполнении песня занимает 239-ю позицию в списке 500 величайших песен всех времён по версии журнала Rolling Stone. Эта запись в 2019 году отнесена  Blues Foundation к классике записей блюза и введена в Зал славы блюза  Позднее Рэй Чарлз перезаписал эту песню под названием «I Gotta Woman»; сингл с новой версией достиг 79-й позиции чарта Billboard Hot 100 в 1965 году.

## Кавер-версии
Песня многократно перепевалась различными исполнителями.
- Версия Элвиса Пресли, ставшая довольно известной, была выпущена отдельным синглом, а также вошла в альбом Elvis Presley (1956 год).
- Песня находилась в концертном репертуаре группы «Битлз» в начале 1960 годов[4]. Группа дважды записывала эту песню для BBC. Первая запись, выполненная 16 июля 1963 года для программы «Pop Go The Beatles» (которая вышла в эфир 13 августа), была включена в компиляционный альбом Live at the BBC (1994 год)[4]. Основную вокальную партию исполнял Джон Леннон.
- Версия Рики Нельсона, вышедшая на стороне «Б» сингла «You Don’t Love Me Anymore (And I Can Tell)», достигла 49-й позиции чарта Billboard Hot 100 в 1963 году.
- К числу наиболее известных исполнителей данной песни можно также отнести[9] Бобби Дарина (1960), Билла Косби (1967), Джонни Кэша (вместе с Джун Картер, 1967), группу The Monkees (1987), Джона Мейера (совместно со Стивом Джорданом и Пино Палладино, 2005), Джимми Смита (1960), Джона Скофилда (2005), Джо Стаффорд (совместно с Полом Уэстоном, 1955), группу Them (1966), Билла Хейли (в составе группы Bill Haley and His Comets, 1959), Джонни Холлидея (1962) и группу The Honeydrippers (1984).
- В 2005 году рэпер Канье Уэст использовал сэмпл из данной песни в своей композиции Gold Digger.